# Color field

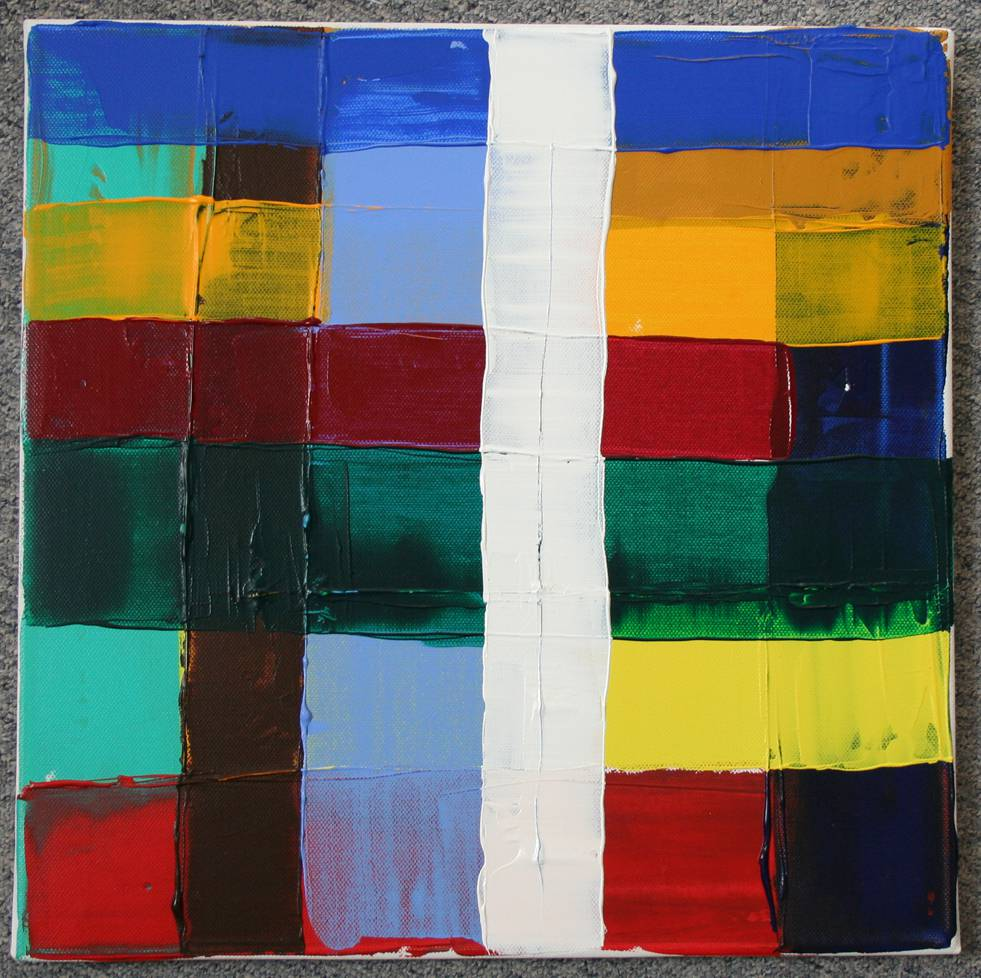
Pittura Color field

Il Color field (o color field painting. In inglese: Pittura a campi di colore) è un movimento pittorico caratterizzato dall'uso di grandi tele di canapa coperte interamente da estensioni invariate di colore, che escludono qualsiasi interesse per il valore del segno, della forma o della materia.

## Origini e affermazione della tendenza
La definizione è dovuta al critico Clement Greenberg che la utilizzò per la prima volta nel 1955. Il color field è collegato al Suprematismo e in parte alla corrente sviluppatasi negli stessi anni, l'espressionismo astratto. Le origini della pittura a campi di colore si può ricondurre agli anni venti, all'artista russo Kazimir Severinovič Malevič, esponente del suprematismo; nella sua poetica l'arte doveva essere la "supremazia della forma", espressa attraverso la purezza dei colori e forme geometriche elementari.
Il color field painting è un'accezione molto generica per essere una corrente artistica, dato che si è manifestata in modi molto diversi, a seconda della nazione in cui si è sviluppata. Si può dividere pertanto in due grandi tendenze: una, il cui più grande esponente è Mark Rothko, nella quale si tendeva a utilizzare contrasti tra diversi campi di colore. Le opere di Rothko sono infatti caratterizzate da fasce di due o tre colori contrastanti tra di loro, rappresentate come entità gassose. Un'altra tendenza riguarda invece lo studio di un solo colore, e la ricerca del monocromo.
Il più grande artista di questa tendenza è stato Yves Klein, che approfondì gli studi sul blu, fino a brevettarne una particolare sfumatura, oggi chiamata blu Klein. Notevoli anche le ricerche di artisti italiani come Lucio Fontana ed Enrico Castellani, appartenenti al movimento spazialista, e a Piero Manzoni, che approfondì il tema dell'assenza di colore, attraverso una serie di opere chiamate Achrome. Ebbe una rilevante importanza la rivista fondata dall'artista milanese, Azimuth, che approfondì le poetiche legate ai campi di colore.
Alcuni importanti artisti color field sono:
- Yves Klein
- Helen Frankenthaler
- Morris Louis
- Ellen Carey
- Kenneth Noland
- Jules Olitski
- Mark Rothko
- Enrico Castellani
- Barnett Newman
- Piero Manzoni
- Angelo Ippolito
- Agostino Bonalumi
- Lucio Fontana